# 论语译注
《论语译注》，杨伯峻著，人称“注释准确、译注平实”，“当代最好的《论语》读本之一”。 是当代最具影响力的《论语》注本，1958年初版，1980年后多次再版，至1982年即售出十六万册。据出版方中华书局称，2016年《论语译注（简体字本）》销量33.8万册，如加上繁体字本等其他版本，总销量达45万册。

## 评价
- 牛泽群：一、通俗性强，研究性弱；二、摭旧说多，采新成果少；三、明显硬伤性错误时见；四、着力不够，用功不多。[3]
- 张政烺：在今注中确有极高学术价值的，可以达到雅俗共赏的境地，杨伯峻的《论语译注》《孟子译注》《春秋左传注》就是其中的佼佼者。[4]